# 于讷河
于讷河（法語：Huisne，法語發音：[ɥin]）是法國的河流，屬於萨尔特河的左支流，河道全長161公里，流域面積2,385平方公里，平均流量每秒13.5立方米，發源自佩旺谢尔附近，河口處在勒芒。

## 外部連結
- http://www.geoportail.fr（页面存档备份，存于）
- The Huisne at the Sandre database